# بيتي فوكس
بيتي فوكس (بالإنجليزية: Betty Fox)‏ (15 نوفمبر 1937 - 17 يونيو 2011 في بورت كوكويتلام، كولومبيا البريطانية) ناشِطة من كندا.

## روابط خارجية
- بيتي فوكس على موقع أوليمبيديا (الإنجليزية)